# Lijst van ex-WWE'ers
World Wrestling Entertainment (WWE) is een sportamusementsbedrijf gevestigd in Stamford. Tot de voormalige werknemers van WWE (in de Amerikaanse worstelwereld alumni genoemd) behoren professioneel worstelaars, managers, commentatoren, aankondigers, interviewers, scheidsrechters, trainers, tekstschrijvers, leidinggevenden en de raad van commissarissen.
De werknemers van WWE hadden een contract voor een bepaalde periode die kon oplopen tot verscheidene jaren en zij verschenen voornamelijk in WWE-televisieprogramma's en tijdens pay-per-view- en live-evenementen. Talentvolle personen met een ontwikkelingscontract kon men aantreffen bij Florida Championship Wrestling (FCW) of bij WWE's voormalige opleidingscentra: Deep South Wrestling, Heartland Wrestling Association, International Wrestling Association, Memphis Championship Wrestling en Ohio Valley Wrestling. Wanneer een contract van een werknemer niet werd verlengd, kon de oorzaak gelegen zijn in een bezuiniging, een verzoek daartoe van de gecontracteerde zelf, persoonlijke redenen, herstel van een blessure of pensionering. Enkelen, zoals Brian Pillman, Owen Hart, Eddie Guerrero en Chris Benoit, overleden terwijl hun contract nog liep.

## Lijsten van alumni
De lijsten van alumni zijn gesorteerd op de eerste letter van de familienaam.
- Lijst van ex-WWE'ers (A-C)
- Lijst van ex-WWE'ers (D-H)
- Lijst van ex-WWE'ers (I-M)
- Lijst van ex-WWE'ers (N-R)
- Lijst van ex-WWE'ers (S-Z)